# Anacamptis laxiflora
Anacamptis laxiflora là một loài lan.

## Hình ảnh

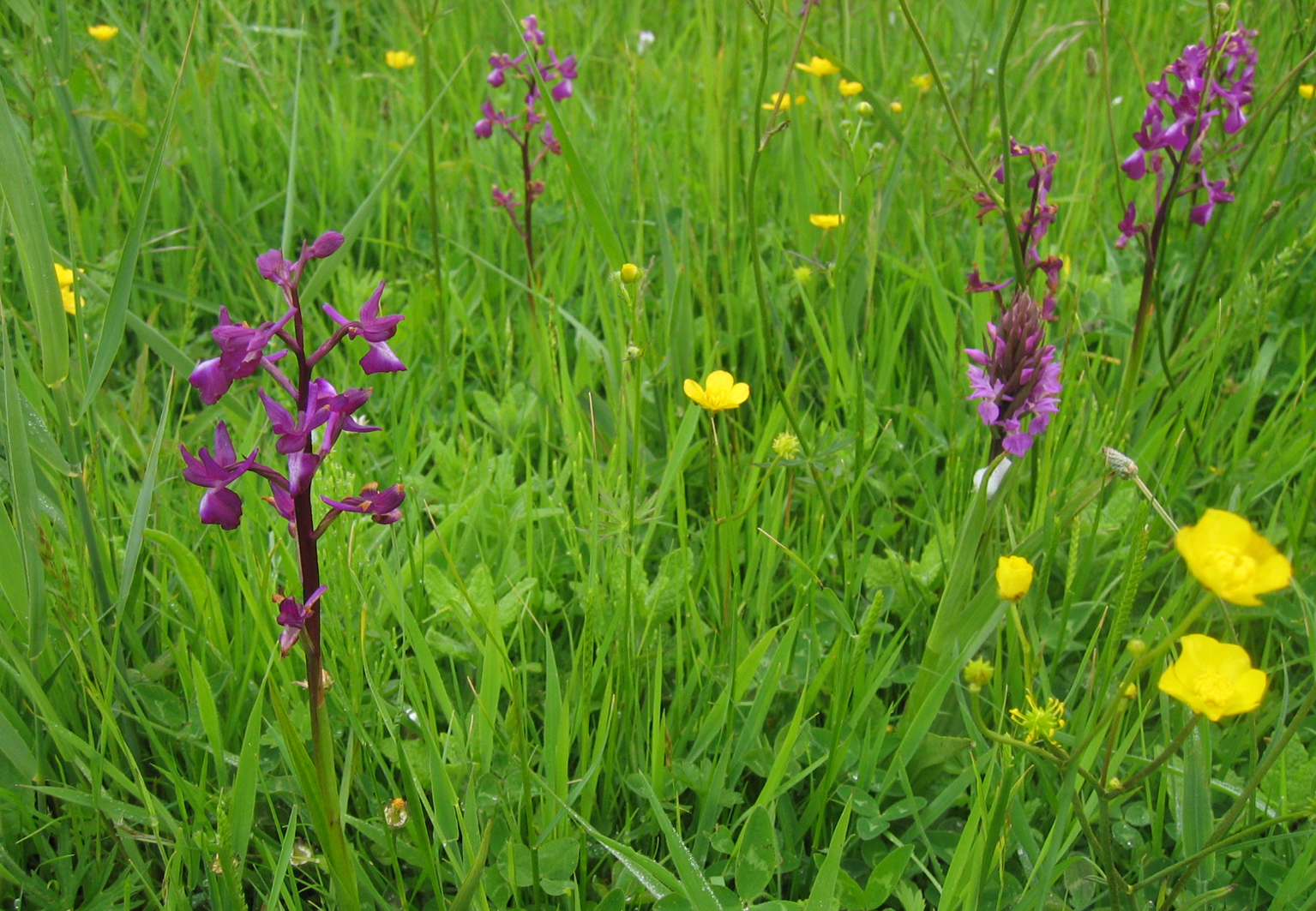
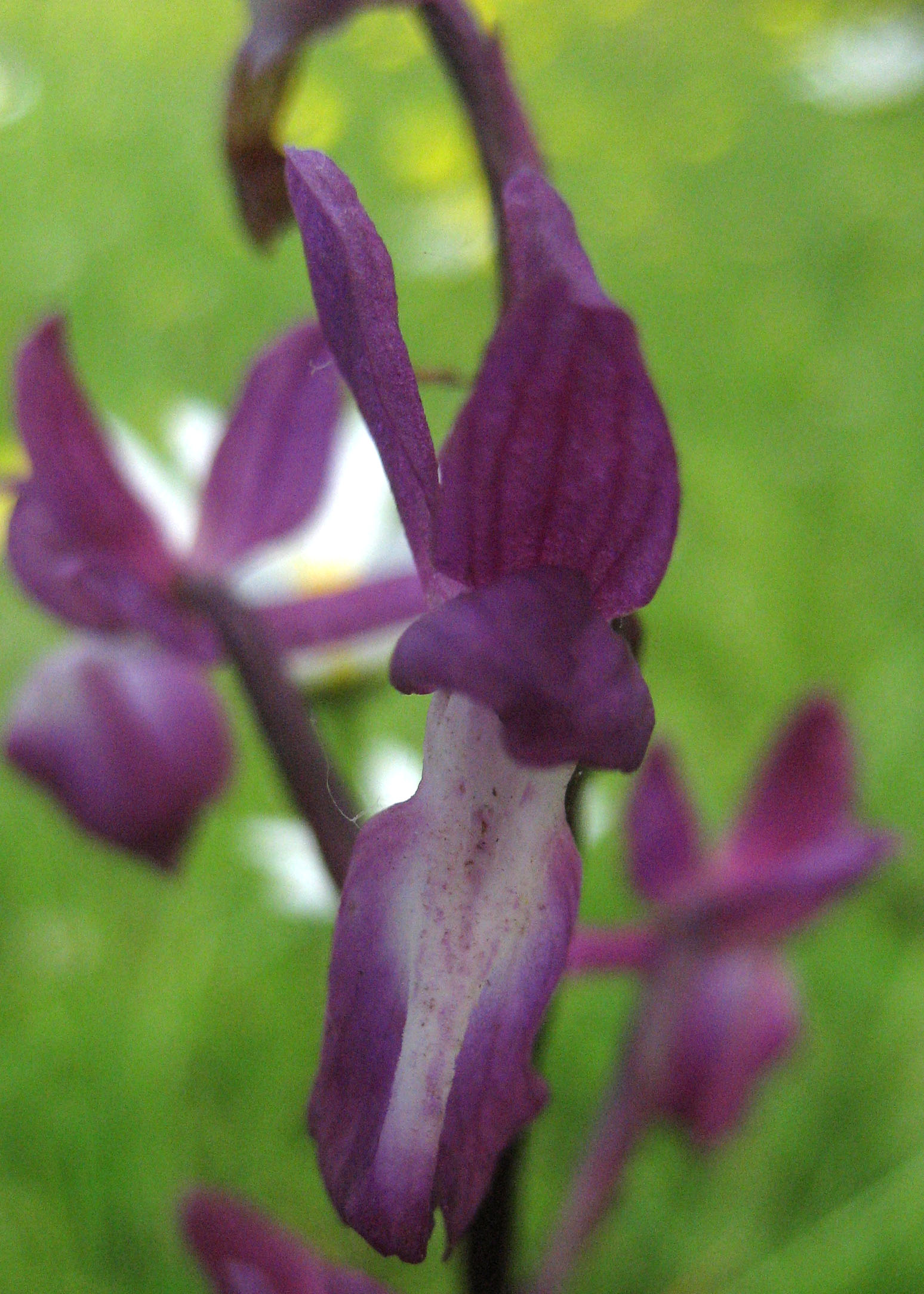
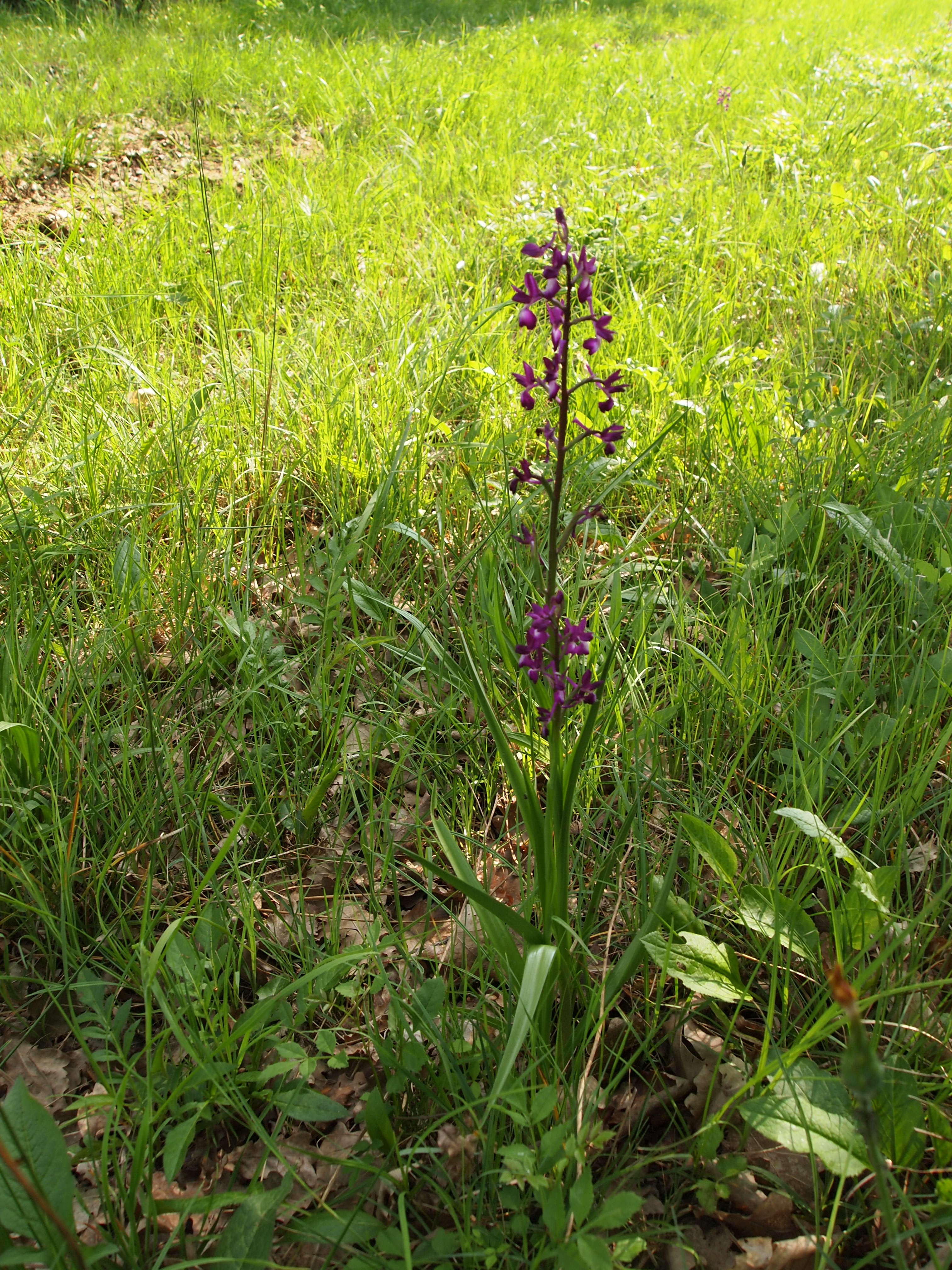
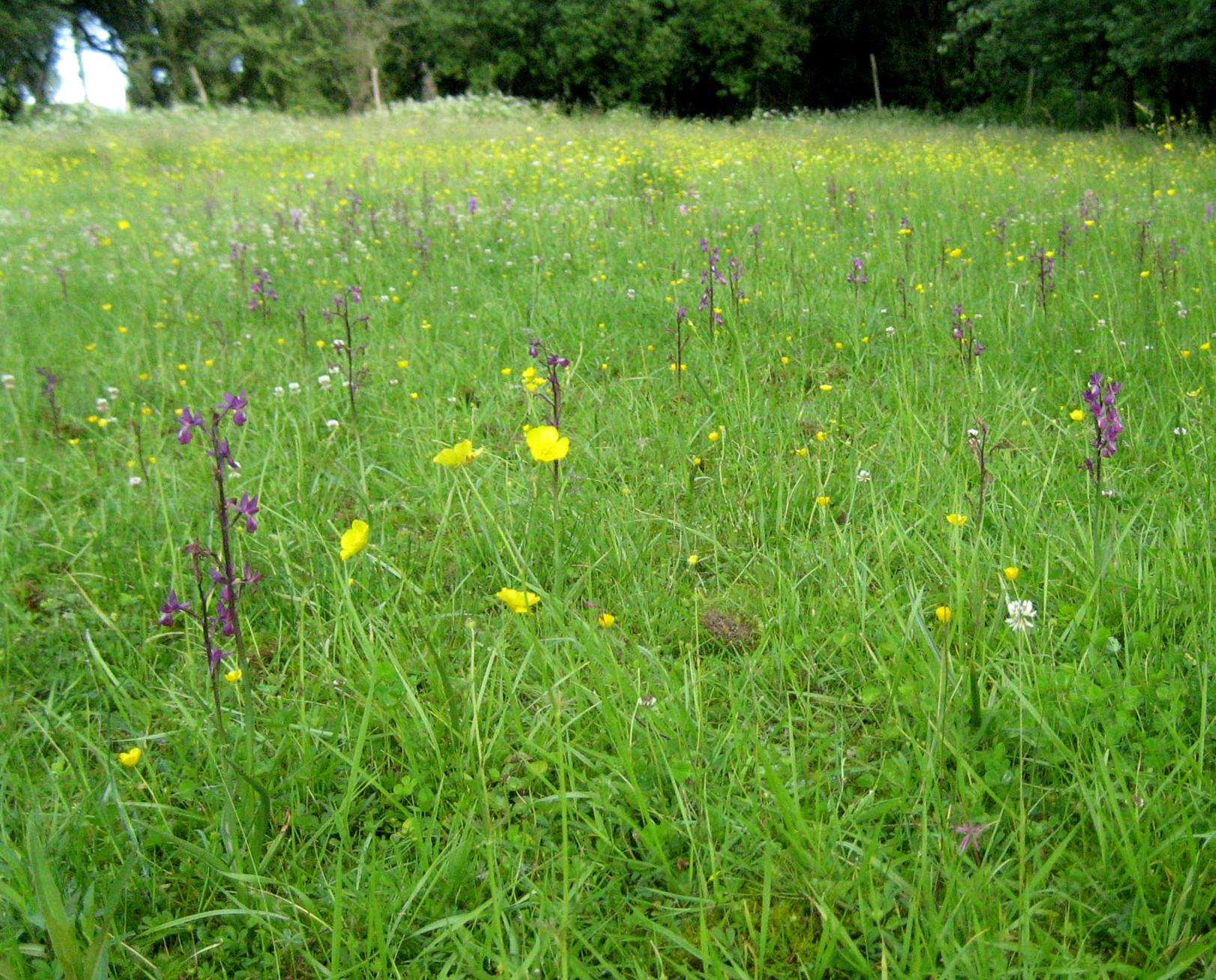